# بيدرو تيبا
بيدرو تيبا (بالبرتغالية: Pedro Tiba‏) (31 أغسطس 1988 في البرتغال - ) هو لاعب كرة قدم برتغالي في مركز الوسط. لعب مع ريال بلد الوليد وسبورتينغ براغا ونادي فيتوريا سيتوبال وKastoria 1980 F.C. ‏ وA.D. Os Limianos ‏ ونادي تيرسينس ‏ وC.A. Valdevez ‏.

## روابط خارجية
- بيدرو تيبا على موقع قاعدة بيانات كرة القدم.إي يو (الإنجليزية)
- بيدرو تيبا على موقع Soccerway.com (الإنجليزية)
- بيدرو تيبا على موقع عالم كرة القدم.نت (الإنجليزية)
- بيدرو تيبا على موقع AS.com (الإسبانية)